# 子孔 (郑国)
公子嘉（？—前554年），春秋时期郑国的司徒、當國，字子孔，父亲郑穆公，後代為孔氏。

## 簡介
前565年，在晋国楚國爭霸的格局下，子驷、子国、子耳（子良之子，公孙辄）欲從楚，子孔、子蟜（子游之子，公孙虿）、子展（子罕之子，公孙舍之）欲待晋。
前564年，郑国與晋国盟誓，鄭國六卿子驷、子国、子孔、子耳、子蟜、子展跟隨著鄭成公。十二月，晉國再次攻打鄭國，還軍時，子孔想襲擊，子展沒有答應。楚共王來犯，子驷向楚國求和。子孔、子蟜認為与晉国盟誓口血還未干就背誓，不太好。但是鄭國和楚國還是議和定盟了。
前563年，子驷当国，子国为司马，子耳为司空，子孔为司徒。十月十四，尉止、司臣、侯晋、堵女父、子师仆在西宮殺死子驷、子国、子耳。子孔事前知道消息，沒有被殺。平亂之後，子孔當國，要求其他大夫都聽他的，并訂立盟書。諸臣不服，子孔想殺了他們。在子產（子國之子，公孫僑）勸說下，盟書終於被燒，平息眾怒。
前555年，子孔想除掉其他家族大夫。想通過楚國的兵馬進行。楚國令尹子庚沒答應，但是楚康王要求出兵。當時子蟜、伯有（子耳之子，良霄）、子张（子印之子，公孙黑肱）和鄭簡公隨諸侯聯軍討伐齊國，子孔、子展、子西留守，子展、子西知道子孔的計劃，所以子孔不敢和楚軍聯絡。
前554年，子展、子西，因為子孔專權，還有西宮事變和勾結楚國侵犯的事情，要殺子孔，子孔讓子革（子然之子）、子良（士子孔之子）和自己的甲士守衛自己。八月十一，子展、子西率国人討伐，杀子孔分其室。子革、子良逃到楚國。